# Blagoveščenski
Blagoveščenski je priimek več oseb:
- Aleksej Sergejevič Blagoveščenski, sovjetski general
- Ivan Aleksejevič Blagoveščenski, sovjetski general